# Червоненский сельсовет (Гомельская область)
Червоненский сельсовет — административная единица на территории Житковичского района Гомельской области Республики Беларусь. Административный центр — посёлок Червоное.

## Состав
Червоненский сельсовет включает 7 населённых пунктов:
- Видошин — деревня
- Ляховичи — деревня
- Пласток — деревня
- Пуховичи — деревня
- Семенча — агрогородок
- Хистецкий Бор — деревня
- Червоное — посёлок

Упразднённые населенные пункты на территории сельсовета:
- Науть — деревня